# Bahsuma
Bahsuma is een nagar panchayat (plaats) in het district Meerut van de Indiase staat Uttar Pradesh. 

## Demografie
Volgens de Indiase volkstelling van 2001 wonen er 10.561 mensen in Bahsuma, waarvan 53% mannelijk en 47% vrouwelijk is. De plaats heeft een alfabetiseringsgraad van 58%. 